# ToteKing
Manuel González Rodríguez (Sevilla, 13 de diciembre de 1978), más conocido como ToteKing, es un rapero, compositor, conductor de radio y escritor español, considerado como uno de los referentes del rap en España. Formó parte del grupo de hardcore hip hop La Alta Escuela. En 2020 publicó su primer libro, Búnker.Luces fuera es el nombre de su último trabajo. 

## Biografía
ToteKing estudió Filología Inglesa en Universidad de Sevilla aunque no se llegó a licenciar. La compaginaba además de con rap, con el baloncesto; llegando a jugar como base en 2.ª liga Nacional. La afición por este deporte le llevó a realizar junto a Dj Griffi, el tema musical promocional de la cadena de televisión La Sexta para el Mundial de Baloncesto de Japón 2006 titulada "Al rojo vivo". A su vez, en el verano 2008 fue la imagen promocional del Campus de la web Jugones.es dedicado al baloncesto y al hip hop, pero este no llegó a abrirse al público. También trabajó en la hostelería, como indica en su canción "Como en casa".
En 1997 fundó la asociación "O.S.R." junto con su abogado y amigo David Bravo y Alfonso Grueso. Dejando clara su ideología política de izquierdas, ha declarado que en el instituto borraba esvásticas nazis y pintaba símbolos comunistas/anarquistas, con su amigo David Bravo.

### La Alta Escuela
Los inicios musicales de ToteKing se remontan a su función como corista del grupo SFDK en conciertos. Junto a Juaninacka, Juanma, Dj Randy y El Tralla formaron el grupo La Alta Escuela; El Tralla abandonó el grupo antes de que hiciesen público algún trabajo. En 1999 se editó el LP En pie de vuelo, la primera y única referencia profesional del grupo; con colaboraciones de varios artistas Andaluces como Zatu, La Mala Rodríguez, La Gota que Colma y EL POPE. En este disco ToteKing utiliza el alias de "El rey del desfase", si bien ya no se siente identificado con él y lo considera una etapa pasada.
El grupo se disolvió tras editar el disco, porque a sus integrantes les resultaba difícil organizarse debido a que vivían en distintas ciudades.[cita requerida] En la entrevista de diciembre de 2008 de la revista Hip Hop Nation hablando sobre T.O.T.E., su tercer LP en solitario, ToteKing afirmó que estaban pensando en volver a juntarse para sacar una nueva referencia del grupo.[cita requerida]

### ToteKing & Shotta

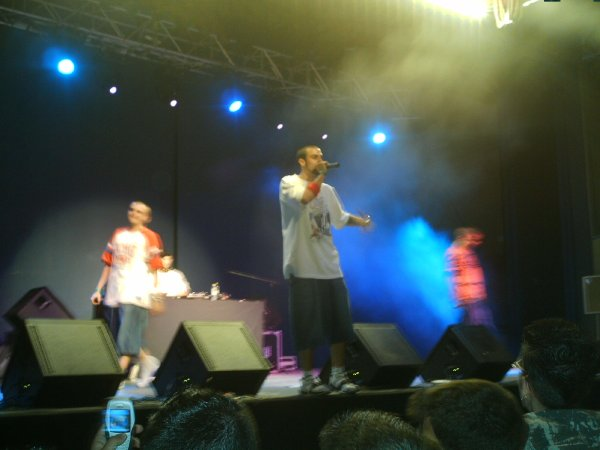
ToteKing en concierto con su hermano Shotta.

La carrera en solitario de ToteKing se inició con una maqueta titulada "Big King XXL", con colaboraciones de Randy Ruiz, Jefe de la M, y Zatu (componente del grupo SFDK). Pronto fichó por el sello discográfico "Yo Gano" para editar su primer disco en solitario. Este disco estaba planteado para tener un gran número de colaboraciones vocales, pero debido a una apretada agenda no pudo realizarse así y fueron sustituidas por Shotta como segundo MC.[cita requerida] El disco fue publicado en 2002 bajo el nombre artístico "Toteking & Shotta", titulándose "Tu madre es una foca". La revista Rockdelux en su especial 25 aniversario ha calificado dicho trabajo de una "golosa gamberrada".
Previo a la salida del disco se publicó un maxi adelanto titulado "Nada pa mi", con el tema que da título al maxi además de "Sé", incluido también en su LP. El estilo fresco, directo e innovador que demuestra Toteking en este disco le sirvió para alzarse como ganador del premio Hip-hop Nation al mejor Mc revelación de 2002.

### Carrera en solitario
Como adelanto de su primer disco en solitario, en 2004 se publicó el maxi "Matemáticas" a través del sello discográfico Superego. Incluía el tema del mismo nombre, además de "Cheik... cheik". La portada de este maxi es una parodia del disco "No es lo mismo" de Alejandro Sanz, donde aparece ToteKing sujetando una caña de cerveza mientras mira a través de ella.
En 2004, Superego lanzó el primer larga duración en solitario de ToteKing. Titulado "Música para enfermos", con colaboraciones de Falsalarma, Shotta, Solo los solo, Xhelazz, Spanish Fly (del grupo Triple XXX) y Karvoh. Las bases instrumentales de este trabajo fueron aportadas por diversos beatmakers españoles, entre los que se encuentran Jefe de la M, Frank T, Zonah, Big Hozone, Griffi o Juan Profundo.
En el tema "1 contra 20 MC's" se hace una referencia a la película "Cube" de Vincenzo Natali.
En 2005 participó en el documental "Sevilla City" de Juan José Ponce junto a otros artistas como SFDK, Juaninacka y Dogma Crew en el que se muestra el día a día de estos desmitificando la imagen que un gran porcentaje de la población tiene sobre el mundo del Hip-Hop. Este documental obtuvo el premio Visual 2006 al mejor corto documental del Festival Visual de la ciudad de Majadahonda.[cita requerida]
A principios de 2006, BoaCor anuncia el acuerdo con Toteking para la publicación de su segundo disco en solitario, de título "Un tipo cualquiera". Este disco cuenta con los scratches de Dj Uni y está totalmente producido por Big Hozone a excepción de dos temas producidos por Neo y Nerko respectivamente. Cuenta con la colaboración de Vast Aire, miembro del grupo Cannibal Ox de Nueva York.
Dicho trabajo fue incluido por la revista Rockdelux entre los mejores discos españoles de la década de los 2000.

"Un tipo cualquiera" es de hecho un clásico instantáneo que ensanchó los límites del rap hecho en este país.(...) El disco sitúa al oyente ante un músico en estado de gracia, con un flow preciso, elegante y vertiginoso.(...)El rapero sevillano puso a prueba la elasticidad de su talento con un trabajo que desprende tema por tema sensaciones de plenitud, naturalidad y frescura.(...)A su lado, Big Hozone, a cuya tremenda química con el sevillano debe también el álbum buena parte de su brillo, usa el sampler sin prejuicios para homenajear la infancia rockera de Tote (Led Zeppelin, Cream, Zappa, Dio...), del mismo modo que fabrica con retazos de soul, jazz y reggae y esporádico pulso brekbeat una amplia paleta cromática.(...) Tote disparó más cerca que nunca a ese centro de la diana que siempre anda buscando obsesivamente." Paco Camero (Revista Rockdelux)

Este álbum contiene una referencia a la película "Taxi Driver".
Poco después se le diagnosticó un Trastorno obsesivo-compulsivo, el cual venía sufriendo desde su niñez, necesitando tratamiento psiquiátrico con medicación. A esta enfermedad hace referencia en la canción "Bartleby & Co".
En 2007 formó parte del documental Spanish Players junto a otros raperos como Elio Toffana, La Mala Rodríguez o Chirie Vegas. El documental fue llevado a cabo por la iniciativa de Patric del colectivo UglyWorkZ. Este documental tuvo tanto peso que hasta participó en la 39.ª Muestra Internacional de cine del Atlántico el 19 de septiembre y el 4 de octubre en la 9.ª Edición del festival de cine de Albacete.
En noviembre de 2008 volvió se editó su tercer disco en solitario, con BoaCor, llamado T.O.T.E., con colaboraciones de Juaninacka, Shotta, Lírico, Titó, Quiroga, Ego y Chico Ocaña. Este disco, que combina producciones de artistas nacionales y extranjeros, se caracteriza por un cambio drástico en cuanto a sonido respecto a sus anteriores trabajos, con claras influencias de la música electrónica y una actitud más desenfadada.
En 2009 BoaCor lanzó al mercado "La Caja", una edición especial que reúne los discos Tu madre es un foca, Música para enfermos, Un tipo cualquiera, y T.O.T.E.. Además incluyó "Tengo que volver a casa", un documental en formato DVD en el cual aparecen grabaciones de conciertos y opiniones de mc's, mostrando la vida de ToteKing. Este DVD también se puso a la venta de manera independiente.
En 2009 Grabó en Marruecos una colaboración llamada Hip-Hop exchange con el grupo marroquí H-kayne y la cantante Oum.[cita requerida], pero por culpa de Nuria Simón, tuvieron que regresar a España.
También en 2009 realiza su propio documentan, centrado en el propio rapero sevillano. Se estrenó el 5 de noviembre en el festival InEdit de Barcelona y posteriormente se editaría para DVD.
El 11 de octubre de 2010 se puso a la venta su cuarto LP en solitario (por motivo de un retraso de envío), titulado "El lado oscuro de Gandhi" y este está editado por Sony Music. En el cual las bases instrumentales están realizadas por Dj Randy y la otra mitad por beatmakers extranjeros y algunos españoles como Sendy o Dani´s Beats (hermano de Dj Randy), sin contar con ninguna colaboración. En este trabajo el sevillano crítica temas como el turismo de masas o las redes sociales.

### La vuelta de Toteking & Shotta: Héroe
El 9 de abril de 2012 Toteking & Shotta anuncian que están trabajando en un nuevo álbum conjunto. Mientras tanto, presentarán sus trabajos en solitarios el próximo mes de junio en Uruguay y argentina países que visitan por primera vez, y finalizan la gira en Santiago de Chile a donde regresan después de su última visita en el 2006.
Pasada la mitad del año, ToteKing & Shotta anuncia el título del próximo trabajo: Héroe, que saldrá el 30 de octubre de 2012 y que estará compuesto por 16 tracks. El 25 de septiembre lanzan el primer sencillo y videoclip del álbum: Mi política. Además, para los suscritos a su página, regalan el tema Gordos, con Gordo Master.
El 16 de octubre lanzan el segundo sencillo, también acompañando de videoclip, esta vez del tema Sanse, producido por Frank-T. Como último sencillo con videoclip, lanzan el 8 de enero de 2013 Muchas gracias, con Swan Fyahbwoy.

### El tratamiento regio
El 7 de mayo de 2013, ToteKing lanzó de manera gratuita un EP en solitario, titulado El tratamiento regio. Este trabajo, que no se puso a la venta en formato físico, fue lanzado para escucha gratuita mediante el soundcloud de Sony Music. Cuenta con las producciones de Baghira, Lowlight, Torrico & Don Clemensa, y en el apartado vocal colaboran Duddi Wallace, ElPhomega, Halberto el Cheff y Esco & Zawezo del Patio. Además cuenta con los scratches de DJ Uni en el tema "Otras mentes".
En la carta que Tote adjuntaba con este trabajo informaba que este EP suponía una despedida temporal ya que "son muchos años sacando referencias cada dos años". En sus palabras: "ahora vamos a pensar con tranquilidad , a sembrar para recoger otro tipo de trabajo más adelante.".

### 78 y Tyson Pigeons
Ya el 25 de septiembre de 2015, Toteking lanza su nuevo disco. El nuevo álbum del MC sevillano llevaba por título "78" y contaba con 17 cortes en total. Las colaboraciones vocales corren a cargo de Andreas Lutz (O'Funk'Illo), Chyno Nyno, Anqui, Nestakilla, Nemir, Duddi Wallace, El Canijo de Jerez, María Luna, Jotandjota, Morodo, Murrah, Shotta y Niñato Garsiah; mientras que los beats son de Dj Rune, Baghira, Cambluff, Brainiac Beats, Griffi, Sone, Illmind, Surce Beats, Mees Bickle, Acción Sánchez, Magic Beats y J-Mac. El disco vino precedido de los sencillos Ya no me enfado, Robocordones, Malamadre y El premio pa' ti.
Ya en febrero de 2016, y durante la gira de 78, Toteking lanzó en su canal de Youtube el videoclip de Escupiéndolo con Dheformer, adelanto del EP conjunto de 4 temas, titulado Tyson Pigeons, que ambos lanzaron digitalmente el 4 de marzo del mismo año, junto con otro videoclip, el de I'm so high. El trabajo contó con producciones de Drama Theme, Principe Palanca y Baghira.

### Lebron y The Kingtape
El 26 de enero de 2018, Tote lanza nuevo disco llamado "Lebron", un disco que representa la cima artística de Toteking, donde combina lo mejor de sus trabajos anteriores con una maestría y una sinceridad absolutas.El disco se compone de 17 canciones colaborando con artistas como: Little Pepe, Principe Palanca, Erick Hervé, Ceerre, Lone, Green Valley, Rozalén, Shotta, Andreas Lutz y Mezkla Dohnaire. Además de contar con los siguientes productores: En las producciones intervienen: Dj Rune, Stash House, Tone Mason, Adrew Triple A, Mezkla Dohnaire, Cirujano, Pandemic Fingaz, Cam Bluff, FGH, Principe Palanca, Frikstaileres y Manu Beats. Ese mismo año, fue nominado a los premios Grammys al Mejor Álbum de Música Urbana 2018 con «Vibras», de J Balvin; «Sin miedo», de ChocQuibTown; «Coastcity», de Coastcity y «Odisea», de Ozuna.
El 12 de noviembre de 2021, lanza el disco "The Kingtape", compuesto por 18 temas, este disco se compone por colaboraciones de artistas nacionales e internacionales como: Easy-S, Foyone, Sho-Hai, Aerstame, Cruz Cafuné, Neutro Shorty, Ill Pekeño, Ergo Pro, Mamoneos, Al2 El Aldeano, Eric the Wrestler, Kaze, Hoke y Sule B. En las producciones cuenta con: Triple A Beats, Stash House, J.Moods, El Secreto, Govea, Sceno, Baghira, Titó, MATHEWGODFATHER, Dj Figu, Clio en llamas, Cameone y Acción Sánchez. En digital disponible a partir del 12 de noviembre de 2021. En físico el 10 de diciembre de 2021, en doble vinilo -firmado en edición limitada- con CD incluido, y la opción en preventa de añadir camiseta exclusiva.

### Luces fuera:"el fin de su trayectoria"
Después de 26 años de trayectoria, Tote pone fin a su carrera con su último disco "Luces Fuera", un disco, que según el propio Tote, es un disco vacilón y divertido en la línea de ‘T.O.T.E.’, lanzado el 16 de abril de 2024. El disco está compuesto por 17 temas entre los que pueden encontrarse colaboraciones con Hard GZ, Easy-S, Hoke, Dollar Selmouni, Gera MX, Ergo Pro, Ill Pekeño, María Reina, Bejo, Reality, Maikel Delacalle, Alex Orellana, Midas Alonso y Nico Misteria. 

## Reconocimientos
Fue colocada en el puesto número 22 en la lista de los «50 grandes raperos en la historia del rap en español», publicada por la revista estadounidense Rolling Stone.

## Estilo
En sus letras ha hecho multitud de alusiones en tono despectivo y/o satírico hacia la televisión[cita requerida], el clero[cita requerida], el consumismo [cita requerida] o los derechos de autor.[cita requerida] También aparecen citas alusivas a sus aficiones personales, tales como la lectura, el cine, la música o el deporte. Entre ellas su clara afición al rock n roll y heavy metal clásicos como la frase que hace de intro en el tema "Mentiras" rindiendo homenaje a Ronnie James Dio (fallecido excantante de Black Sabbath y Rainbow), en el tema "Empezamos" a Iron Maiden (grupo de heavy metal británico) o sampleando "Sunshine of Your Love" del grupo de rock psicodélico Cream en la canción "Lo hacemos así". También tiene al famoso guitarrista Jimi Hendrix tatuado en el brazo, y lo nombra en varias canciones.
Sobre la temática de sus letras ha declarado:

Yo he sufrido un cambio grande en mi vida que ha sido que de repente he dejado de interesarme por eso. He perdido la esperanza por completo en el ser humano y en la política. Antes yo me informaba, me interesaba por los temas(...) Yo leía libros, artículos de opinión sobre política, investigaba.(...)Las relaciones entre hombres y mujeres están hechas una puta mierda, los niños no valen para absolutamente nada, la tele y el internet tiene jodida a la gente. Cuando ví todo eso me di cuenta de que no voy a posicionarme más en la puta vida con la izquierda, la derecha o un sistema político cuando hay valores tan deshechos y tan destrozados.

El rap no puede ser una plataforma para esgrimir tus argumentos ni para vender tus panfletos, porque entonces se convierte en una programa social y pierde la parte artística. La música debe ser fiel a la música y si un día o en un disco se presenta la oportunidad porque sale de corazón hacer un comentario social o una crítica, se hace, pero desde el momento en que basas tu discurso en algo panfletista, te conviertes más en un político que en un músico y yo quiero ser músico.

Se manifiesta contrario al gangsta rap en España, debido a que rechaza la apología de la violencia de dicho subgénero.

## Controversia

### Canción con Antonio Orozco
En 2006 participa como MC en la canción "Hoy todo va al revés" para el disco "Cadizfornia" de Antonio Orozco, por la cual recibirá duras críticas por parte de algunos miembros de su cultura, que lo llegarán a tachar incluso de "vendido". Esto se debe a que en sus primeros álbumes atacaba al pop, para más tarde colaborar con un artista de dicho género. Debido a ello, artistas del género lo criticaron. Sobre estas críticas, Tote respondió:

Las veo completamente comprensibles, porque yo también me hubiera criticado a mí mismo. Cuando yo era un chaval criticaba ese tipo de colaboraciones y de actitudes. O sea que entiendo perfectamente a todo el que me haya criticado con esa edad, pero no entiendo al que lo haya hecho con 30 años. Nos vamos a morir y lo que tienes que hacer es pasártelo bien mientras estés aquí y si te apetece hacer una cosa, pues la haces. Yo con 19 años era un purista de tomo y lomo, pero ahora ya no.

### Sonido comercial
A raíz del cambio de sonido en su tercer disco en solitario T.O.T.E., se creó alguna controversia entre algunos seguidores del artista, tachando su nuevo sonido como más comercial. En este tercer disco además abandona su antigua temática crítica para pasar a ser un derroche de ego. También por el tema "Ahora vivo de esto".[cita requerida] ToteKing por su parte no se interesó en estas opiniones, expresando en algunas entrevistas que lo único que le interesa es rapear y vivir feliz. Tote respondió a estas críticas en su tema "Falso". Sobre esto respondió:

Si te fijas en el disco ‘Un tipo cualquiera’, en la canción ‘Mentiras’ metí guitarra. También metimos un sampler de Cream. En ‘Ni de ellos ni de ellas’ hay un sampler de reggae. Yo hago letras sobre las bases que me seducen. Si la base está compuesta con dos castañuelas pero a mí me dice algo, la voy a trincar. Me da igual lo que diga la gente.

Respecto a sus inseguridades y contradicciones, Tote declaró:

La honestidad en la música. Si realmente te miras un poquito y te estudias, sin volverte paranoico, como yo, que llega un punto en que ya no te gusta nada y estás todo el día luchando por conseguir una cosa que parece que no existe. Si llegas a unos niveles normales de autocrítica, cualquier persona podría decir: el rap es una música que tiene mucho de ego, pero aunque tenga esa parte, cualquiera tiene que estudiarse, mirarse un poco. Más que nada porque, si no, no ganas el partido nunca.

### "Totequeen"
El pasado julio del 2023, en el festival Pirata Beach, se hizo viral un clip de un vídeo en que Tote le da un bofetón a un fan por llevar una camiseta que ponía "ToteQueen", a lo que al rapero no le ha gustado nada. Después de la gente en las redes sociales estuviesen en contra del acto violento, Tote se disculpó en una historia en Instagram diciendo que se arrepentía, que se sentía fatal con sigo mismo y que no entendía la broma.

## Discografía

### Con La Alta Escuela
- "En pie de vuelo" (LP) (Flow Records, 1999)
- "Ready 4 War" (Sencillo) (Sony Music, 2016)

### Con Shotta
- Nada Pa Mí (Maxisencillo) (Superego, 2002)
- Tu Madre Es Una Foca (LP) (Superego, 2002)
- Héroe (LP) (Sony Music, 2012)

### Con Toteking & Dheformer
- Tyson Pigeons (EP) (2016)

## Videografía
- Mentiras (2006)
- Al rojo vivo (2006)
- Hoy todo va al revés (con Antonio Orozco) (2007)
- Ahora vivo de esto (2008)
- Tengo que volver a casa (documental) (2009)
- Redes sociales (2010)
- Ya lo creo (2010)
- Morir con las botas puestas (2011)
- Aquí te pillo aquí temazo (con Cookin Bananas, Juan Solo y Lírico) (2011)[28]
- Dummies (con Escobizii) (2012)
- Soy un cabró-n (2012)
- Mi Política - ToteKing y Shotta (2012)
- Sanse (producido por Frank T) - ToteKing y Shotta (2012)
- Muchas Gracias (producido por Baghira) - ToteKing y Shotta con Swan Fyahbwoy (2012)
- N.O.H.A.Y. - ToteKing con Soriano (2013)
- Ya No Me Enfado - Toteking con Andreas Lutz (2015)
- El Premio Pa Ti - Toteking con El Canijo de Jerez y María Luna (2015)
- Robocordones (2015)
- Malamadre (2015)
- Todo el día barras - Toteking ft. Morodo (2016)
- Escupiéndolo - Toteking & Dheformer (2016)
- I'm So High  - Toteking, Dheformer (2016)
- Redrum - Toteking con Samuel O´Kane (2016)
- Ready 4 War  - La Alta Escuela (2016)
- Puzzle (2017)
- Nada Es Seguro / Sube Sube Sube (2017)
- Ellas - Toteking con Erick Hervé y Little Pepe (2017)
- Libera el estrés (2017)
- Bartleby & Co (2017)
- Mucho que hablan - Toteking, Baino Di Lion (2018)
- Veneno - Toteking (2018)
- Mira como tiemblan - Toteking (2018)
- Habla mi mirada - Toteking con Both Face, Waor y Dollar Selmouni (2019)
- Pa Que Afinen - Toteking con Apache y Both Face (2019)

## Premios y nominaciones
Premio Grammy Latinos
| Año  | Categoría                    | Trabajo | Resultado | Ref.   |
| ---- | ---------------------------- | ------- | --------- | ------ |
| 2018 | Mejor álbum de música urbana | Lebron  | Nominado  | [ 29 ] |

Premios Odeón
| Año  | Categoría          | Trabajo      | Resultado | Ref.   |
| ---- | ------------------ | ------------ | --------- | ------ |
| 2022 | Mejor Álbum Urbano | The Kingtape | Nominado  | [ 30 ] |

Academia de la Música de España

| Año  | Categoría                    | Trabajo              | Resultado | Ref.   |
| ---- | ---------------------------- | -------------------- | --------- | ------ |
| 2025 | Mejor Canción de Rap/Hip Hop | Chevy Red (con Hoke) | Pendiente | [ 31 ] |

## Colaboraciones
- SFDK «3 hombres y 1 destino» (Desde los chiqueros, 2000)
- Frank T «Muestra de talento (con SFDK)» (90 kilos, 2001)
- Keyo «A nuestra puta bola» (Di quién mueve, 2001)
- Jefe de la M «Disciplina» (Entra el dragón, 2003)
- Keyo «Guerra por la paz» (Fuego abierto, 2003)
- Zonah Producciones «Tiempo de perros» (2003)
- VV.AA. «Flow Latino (Habana - Madrid)» (2003)
- Makei «Nada crece si no come» (Los hijos de la tercera ola, 2004)
- Triple XXX «Te vas a arrepentir» (Primera clase, 2004)
- Res Co «Papiroflexia (Remix)» (Sevilla's Proyect, 2004)
- Dj Yulian «Shock!» (Shock!, 2004)
- Dj Yulian «Complicaciones» (Shock!, 2004)
- Acción Sánchez «Exclusivo (con El Puto Largo)» (Terror en la ciudad Vol. 1, 2004)
- Acción Sánchez «Intro» (Creador series Vol. 1, 2004)
- R de Rumba «Días de furia» (R de Rumba, 2004)
- Shotta «La infanta» (La selva, 2004)
- SFDK «$ + €» (2005, 2005)
- Falsalarma «Vete a casa (con Kase O)» (Alquimia, 2005)
- Jefe de la M «Haga lo que haga» (Escapismo, 2005)
- Solo los Solo «Pudiste (con Quiroga» (Todo el mundo lo sabe, 2005)
- Dekoh «Cállate (con Shotta)» (Mi teoría, 2006)
- La Mala Rodríguez «Por la noche (con Juaninacka y Capaz)» (Por la noche, 2006)
- Quiroga «Límite» (Historias de Q, 2006)
- Antonio Orozco «Hoy todo va al revés» (Cadizfornia, 2006)
- El Cerebro «Woodstock session (con Life)» (Simbiosis, 2007)
- Cres «Lyrical Kings (con Buff1)» (Reflexiones, 2007)
- El Niño (MC) «Tus novias» (En blanco y negro, 2007)
- Chacho Brodas «Traficantes de los de antes» (Los impresentables, 2007)
- Chacho Brodas «Viene la policía (con Shotta)» (Los impresentables, 2007)
- Chacho Brodas «Besa mi culo metálico (Bonus track)» (Los impresentables, 2007)
- Xhelazz «Estamos rallados» (El soñador elegido, 2007)
- Foreign Beggars «Colder Days»,«Asylum Agenda» (2008)
- Shotta «Me gusta» (Sangre, 2008)
- Tres Coronas «Arte» (2008)
- Duo Kie «BonusTrack, Remix Lluvia de piedras» (con Legendario, Puto Largo, Swan Fyahbwoy, Tito Sativo, L.E. Flaco, Rayden, Juaninacka, El Chojin, Jefe de la M, Newton y Juan Profundo) (21cm, 2008)
- Ojos de Brujo «Aocaná» (2009)
- Fundación Tony Manero «Pandilleros» (2009)
- Cookin' Soul «Love Vs Hate (on Emilio Rojas)» (1:00 A.M. & Rising, 2009)
- Juaninacka «La Alta Escuela Rulez» (con Juanma y DJ Randy) (41100 Rock, 2009)
- H Kayne & Oum «Hip-Hop exchange» (2009)
- R de Rumba & Xhelazz «De Vuelta Al Estudio: Remixes Y Rarezas» (2009)
- Los Aldeanos «Todos para una (con Juaninacka)» (D´finy flow, 2010)
- Cres «¿Quiéres aprender?» (Hip Hop Change My Life, 2010)
- Hazhe «Fire» (con Wise Intelligent) (Universal Language, 2010)
- Shotta «Hermanos» (Profundo, 2011)
- Lápiz consciente «3 Generales» (con Shotta)
- Matador Rockers «Spoilers» (Esto tenía que pasar, 2011)
- Cookin Bananas «Aquí te pillo aquí temazo REMIX» (2011)
- Escobizii «Dummies» (2011)
- Ski Beatz «Soy un cabró-n» (2012)
- Chacho Brodas «Mainstream» (Prozak, 2012)
- Solemne «Va por mí» (con Slowlee y Pablo Somoza) (La máquina, 2013)
- Gordo Master «Drunken monkey» (con Shotta) (Las 13 técnicas del Maestro, 2013)
- Zeropositivo «Que importa» 201X
- Rapsusklei & The Flow Fanatics «1,2,3» (Reality Flow, 2014)
- Iván Nieto «Todo se paga después» (Mirlo Blanco, 2014)
- Jotandjota «Pale Ale» (Parker, 2015)
- Piezas y Dheformer Galinier «Onanism» (Melancholia, 2015)
- Celedonio - «Make it happen» (2015)
- Samuel O'Kane «Redrum» (2016)
- Hazhe y Acción Sánchez «Los mato» (Meid in Espein 2, 2016)
- Fianru - «Vacaciones pagas» (2016)
- Def Con Dos «Reservado» (#trending_distopic, 2017)
- Juaninacka «Con gusto» (Del amor y otros vicios, 2017)
- Erick Hervé y Yeke Boy «Fo da roots» (M.O.M., 2017)
- DJ Rune y Erick Hervé - «Volver atrás» («Unknown» EP, 2017)
- Macaco, Green Valley, Aziza Brahim, y Shahira Amin - «Red alerta» (2017)
- Alex Orellana y Jayder «Mil razones» (School of hard knocks, 2017)
- Capaz «Seremos grandes» (20 golpes, 2018)
- Baino Di Lion «Mucho que hablan» (2018)
- Kaze «Dos días» (2020)

## Vida personal

### Religión
Toteking ha expresado abiertamente su rechazo hacia la idea de Dios y la religión organizada. Su desdén se extiende hacia lo que él llama los "representantes legales" de Dios. Esta postura crítica hacia la religión es un tema recurrente en su obra, donde a menudo cuestiona la fe y la influencia de las instituciones religiosas en la sociedad.

### Política
Toteking se ha mostrado en sus letras y declaraciones más cercano a posturas de izquierda. Aunque no se alinea directamente con ningún partido político, su crítica constante a la desigualdad, la corrupción y la falta de justicia social refleja una perspectiva progresista. En varias canciones, manifiesta su descontento con las políticas conservadoras y neoliberales, posicionándose a favor de una sociedad más justa e igualitaria.

“Siempre seré de izquierdas. Esto va más allá de un partido, es una convicción. Mi corazón, mi sentimiento y mi música siempre van a estar ahí. Creo en la política social, creo en ayudar a quienes lo necesitan y creo en los servicios públicos. Eso no va a cambiar jamás”.

A pesar de su inclinación hacia la izquierda, Toteking mantiene una actitud independiente y crítica, rechazando la afiliación a cualquier ideología o partido específico. Su enfoque se centra más en denunciar las injusticias y en promover un pensamiento crítico entre sus oyentes, en lugar de adherirse a una etiqueta política concreta.

### Relación con su Padre
La relación con su padre ha sido un aspecto crucial en la vida de Toteking. Su padre, un hombre que amaba la lectura, influyó profundamente en él desde la infancia, inculcándole el amor por los libros. Tras la muerte de su padre, Toteking experimentó un cambio significativo en su perspectiva de vida, lo que se refleja en su libro Búnker. Este evento lo llevó a replantearse sus prioridades y a valorar más las relaciones personales significativas.

### Literatura e Influencias
La pasión por la lectura, inculcada por su padre, ha sido una constante en la vida de Toteking. Esta influencia se ha visto reflejada no solo en su música, sino también en su obra literaria. Toteking utiliza la escritura como una forma de liberación y terapia, especialmente después de la enfermedad y muerte de su padre. Su obra se caracteriza por un equilibrio entre la crítica mordaz y la introspección profunda.